# Lynn Davies
Lynn Davies (Nantymoel, 20 maggio 1942) è un ex lunghista britannico, vincitore della medaglia d'oro alle Olimpiadi di Tokyo 1964 con la misura di 8,07 m.
Fu anche campione europeo, sempre nel salto in lungo, a Budapest nel 1966 con un salto di 7,96 m. Nel 2006, da membro dell'Ordine dell'Impero Britannico è stato promosso a Commander, oltre ad essere stato eletto all'unanimità presidente dello UK Members Council.